# Scapozygoceropsis
Scapozygoceropsis is een kevergeslacht uit de familie van de boktorren (Cerambycidae). De wetenschappelijke naam van het geslacht werd voor het eerst geldig gepubliceerd in 1973 door Breuning.

## Soorten
Scapozygoceropsis is monotypisch en omvat slechts de volgende soort:
- Scapozygoceropsis albertisi Breuning, 1973